# Sigismund von Sachsen

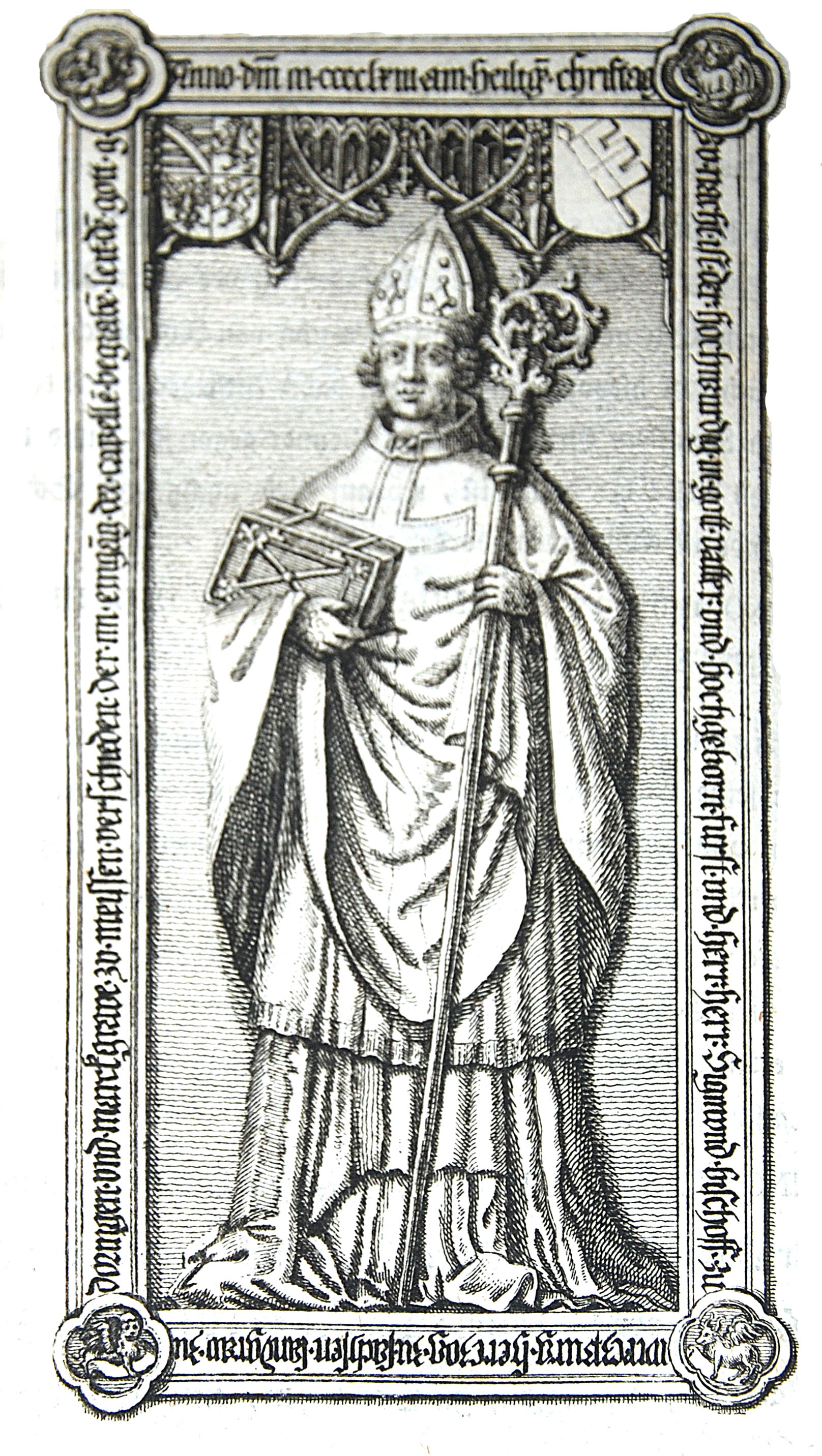
Sigismund von Sachsen, Darstellung der Grabplatte in der Fürstenkapelle im Meißner Dom, Johann Octavian Salver, Würzburg 1775

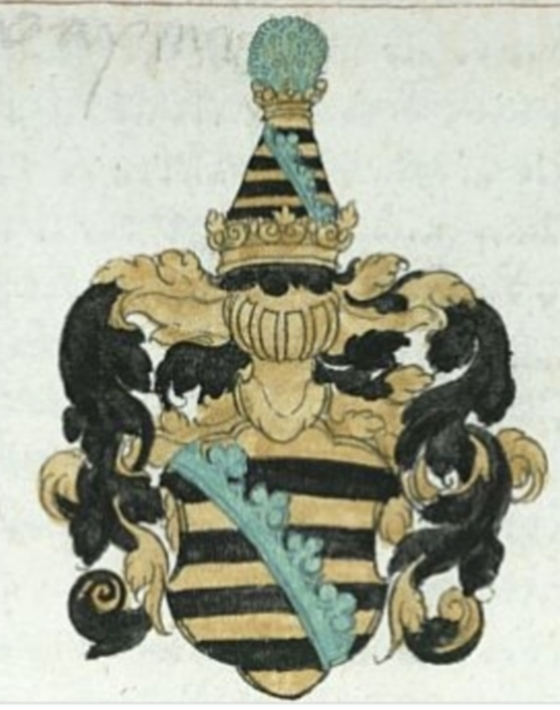
Wappen Sigismunds von Sachsen nach Lorenz Fries: Chronik der Bischöfe von Würzburg, 1574–1582

Sigismund von Sachsen (* 3. März 1416 in Meißen; † 24. Dezember 1471 in Rochlitz) war Bischof von Würzburg von 1440 bis 1443.

## Sigismund im Familienkontext
Sigismund, auch Sigmund, war der Sohn des Kurfürsten Friedrich I. von Sachsen, der jüngere Bruder des Kurfürsten Friedrich II. von Sachsen und der ältere Bruder des Herzogs Wilhelm III.

## Teilung der Erblande 1436
Als Friedrich I. am 1. Januar 1428 starb, teilten sich die drei Brüder zunächst das vererbte Land friedlich untereinander auf. Sigismund bekam dabei 1436 Weißenfels, Freiburg an der Unstrut, Jena, Weida, Orlamünde, Saalfeld, Coburg mit den fränkischen Besitzungen und weitere Gebiete zugesprochen. Er verzichtete aber bereits im März 1437 auf die Herrschaft, trat in den geistlichen Stand ein und behielt sich lediglich Weida als seinen Aufenthaltsort vor. In einer Auseinandersetzung des Meißner Burggrafen Heinrich von Plauen mit seinem Bruder Friedrich II. trat er als Verbündeter gegen seine Familie auf. Daraufhin überfielen ihn seine Brüder in Weida und führten ihn als Gefangenen nach Freyburg an der Unstrut.
Da sich Sigismund gegen seine Familie gestellt hatte, stellten u. a. sächsische Geschichtsschreiber vergangener Jahrhunderte Sigismund ausgesprochen unvorteilhaft dar. Einer Quelle zufolge trugen sich die Ereignisse folgendermaßen zu: Sigismund wurde 1437 Geistlicher. Dies soll jedoch nicht aus Überzeugung geschehen sein, sondern lediglich, um sich einer leidenschaftlich begehrten Klosterjungfrau dauerhaft nähern zu können. Sein Bruder, Kurfürst Friedrich, ließ ihn wegen dieses öffentlichen Ärgernisses nach Freyburg in Verwahrung bringen. Aufgrund seiner Verschwendungssucht und seines zweifelhaften Lebensstiles wurde er 1443 als Bischof von Würzburg abgesetzt.

## Sigismund als Würzburger Bischof
Trotz der Differenzen mit seinen Brüdern sah man familienpolitisch in den Wirren der Regierung des Würzburger Bischofs Johann II. von Brunn die Chance, für Sigismund nach einer Absetzung Johanns II. die politischen Machtverhältnisse für die Herzöge von Sachsen mit der Besetzung des Würzburger Bischofsstuhls zu verbessern. Er erhielt zunächst eine Domherrenstelle in Würzburg. Weitere Bestrebungen konzentrierten sich darauf, ihn als Koadjutor dem amtierenden Bischof an die Seite zu stellen und ihm damit einen Anspruch auf die Nachfolge zu sichern. Als Johann II. am 9. Januar 1440 unerwartet starb, wurde Sigismund am 10. Januar 1440 unverzüglich zum Bischof gewählt.
Als Elekt suchte er nun zu tatsächlicher fürstlicher Amtsgewalt zu kommen und verband sich dazu zum einen mit dem Markgrafen Albrecht I. Achilles, erneut zum Missfallen seiner Familie, und zum anderen mit dem Gegenpapst Felix V., was den überwiegenden Teil des Domkapitels gegen ihn aufbrachte. Vom Domkapitel angeforderte Truppen aus Sachsen wurden vom Markgrafen zurückgeschlagen. 1441 scheiterte der Markgraf beim Angriff auf Ochsenfurt, welches sich im Besitz des Kapitels befand. Es gelang Sigismund, vor Würzburg seinen Sitz aufzuschlagen und bischöfliche und fürstliche Rechte auszuüben, während sich die Veste Marienberg weiterhin im Besitz des Kapitels befand. Sigismund verlor allerdings allmählich die Unterstützung des Markgrafen und in Würzburg und anderen Städten an Zuspruch. Mit Hilfe König Friedrichs III. wurde im August 1442 ein Kompromiss erzielt und mit Gottfried IV. Schenk von Limpurg Sigismund ein Stiftspfleger zur Seite gestellt. Um den Verzicht auf den Bischofsstuhl zu ermöglichen, intervenierte der Papst und bot Sigismund 1443 das Amt des Patriarchen von Alexandria, verbunden mit einer jährlichen Pension, deren unregelmäßige Auszahlungen noch 1452 durch das schlichtende Eingreifen von Papst Nikolaus V. nachgewiesen werden können. Das Volk verspottete Sigismund als Niclaus-Bischoff, als er 1443 innerhalb des Bistums ohne festen Sitz durch die Lande zog.

## Verbannung auf Schloss Rochlitz

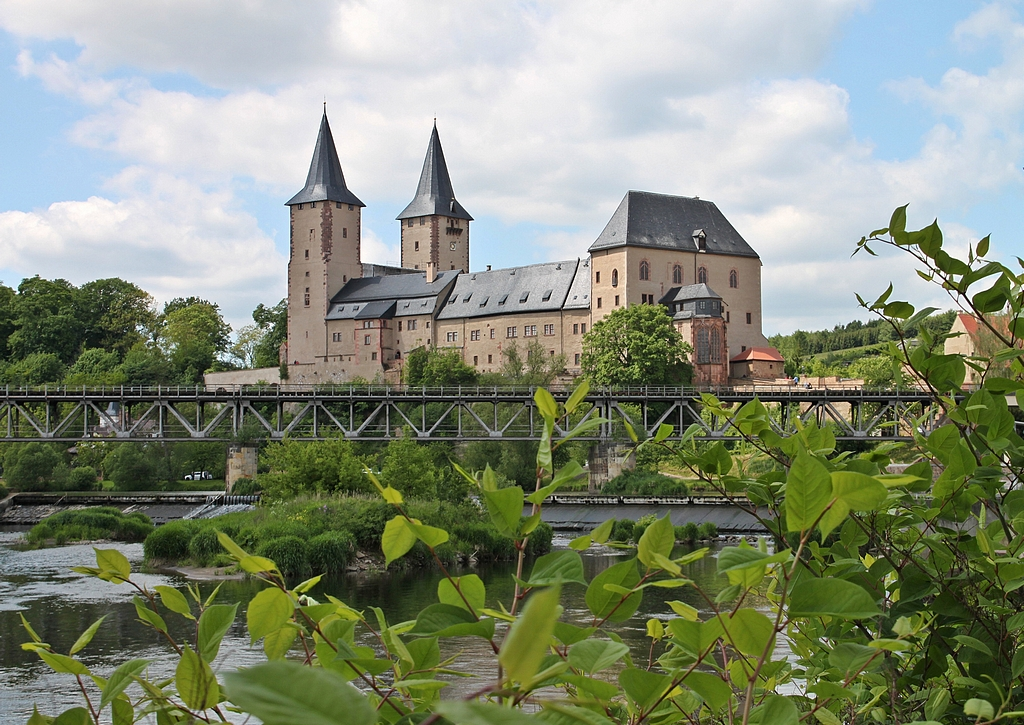
Schloss Rochlitz, seit 1444 Verbannungsort von Sigismund von Sachsen

Sigismund kehrte nach Kursachsen zurück, wo er eine Verschwörung gegen seine beiden regierenden Brüder organisierte. Als die Pläne aufgedeckt wurden, ließen ihn seine Geschwister 1444 gefangen nehmen und auf das Schloss Rochlitz bringen, wo er bereits 1436 einige Zeit gelebt hatte. Hier musste sich Sigismund in standesgemäßer lebenslanger Verbannung aufhalten.
Er starb nach 27 Jahren der Verbannung auf Schloss Rochlitz und wurde in der Fürstengruft im Meißner Dom begraben. Eine Messinggrabplatte, die dem Künstler Hermann Vischer d. Ä. zugeschrieben wird, zeigt Sigismund in bischöflichem Gewand mit Mitra und Krummstab, in der rechten Hand ein Evangeliar haltend. Abgebildet ist das sächsische Wappen und das Fähnchen Würzburgs. Die metallene Platte wurde auf eine Sandsteinplatte aufgesetzt.